# 海川谷川
海川谷川（かいがわたにがわ）は、徳島県を流れる那賀川水系の一級河川である。とくしま88景選定。

## 地理
那賀郡那賀町（旧上那賀町）の水源から那賀町を経て那賀川に合流する。下流部では徳島県道296号助上那賀線沿いに流れていく。川ではアユやアメゴ等が釣れる。

## 自然景勝地
- 十二弟子峠
- 源蔵の窪

## 流域の自治体
徳島県
那賀郡那賀町